# Cássia (prenome)
Cássia é um prenome feminino utilizado em várias línguas. Anteriormente cassia era o nome dado a espécie nativa do Oriente Médio denominada Cinnamomum iners e atualmente o nome dado a espécie Cinnamomum aromaticum.
De acordo com a literatura especializada no tema de origem dos nomes significa fragância, perfume ou vazia. O termo tem origem hebraica provindo das palavras  kiddah ou qetziáh é o nome de uma madeira utilizada na composição de perfumes. Junto com mirra, canela, calamus e azeite, era um dos ingredientes do "óleo da unção sagrada" como descrito no livro de Êxodo.
É o nome  da segunda filha do personagem bíblico Jó que era Quézia ou Quétsia que transformado em latim modificou-se para Cassia. A Bíblia ainda relata que Cássia, juntamente com suas irmãs, era uma das mulheres mais bonitas da época e que, contrariamente ao costume antigo, recebeu parte da herança de seu pai, a qual era destinada somente aos filhos homens..
Pode ter surgido também referente a família romana Cassius (Cassus em latim) que é o mesmo que vazio, sendo a variação Cassia uma de suas variantes femininas. Caio Cássio Longino  pertence a esta família.

## Dados
No Brasil o estado em que ocorre o maior taxa de nomes Cássia e suas variantes é em Minas Gerais seguido do Amapá. No Brasil é o 427° nome num percentual de 0,04%.No mundo, de acordo com o site forebears.co.uk é o 13420 nome mais comum tendo predominância no Brasil, seguido da Itália, totalizando quase 40 mil pessoas com este nome mundialmente
| Pais           | Incidência | Frequência | Posição no país |
| -------------- | ---------- | ---------- | --------------- |
| Brasil         | 36346      | 1: 5585    | 557             |
| Itália         | 1243       | 1: 48884   | 8710            |
| Bolívia        | 389        | 1: 25777   | 2231            |
| Argentina      | 314        | 1: 135890  | 17266           |
| Líbano         | 272        | 1:18257    | 2266            |
| Estados Unidos | 265        | 1: 1208567 | 87845           |
| França         | 125        | 1: 488585  | 71478           |
| Peru           | 100        | 1:308142   | 13606           |
| Portugal       | 65         | 1: 161197  | 6628            |
| Inglaterra     | 48         | 1: 1125000 | 69550           |

## Nomes notáveis
- Cássia Eller (1962 - 2001) - cantora brasileira
- Cássia Kiss - atriz brasileira
- Cassià Just (1926 - 2008) - religioso e músico catalão.
- Cássia Ávila - modelo brasileira
- Kassia - poeta bizantina